# Championnat de Roumanie de football 1981-1982
Navigation
Saison précédente Saison suivante
La saison 1981-1982 du Championnat de Roumanie de football était la 64e édition de la première division roumaine. Le championnat rassemble les 18 meilleures équipes du pays au sein d'une poule unique, où chaque club rencontre tous ses adversaires 2 fois, à domicile et à l'extérieur.
C'est le club du Dinamo Bucarest qui termine en tête du championnat et remporte le 10e titre de champion de Roumanie de son histoire. Le Dinamo réalise d'ailleurs le doublé en remportant également la Coupe de Roumanie face au FC Baia Mare, club de Divizia B.

## Les 18 clubs participants
| - Dinamo Bucarest - UT Arad - Promu de Divizia B - FC Constanța - Promu de Divizia B - Steaua Bucarest - ASA Târgu Mureș - Sportul Studențesc Bucarest - Chimia Râmnicu Vâlcea - Universitatea Craiova - FCM Târgoviște - Promu de Divizia B | - Universitatea Cluj - FC Argeș Pitești - FC Olt Scornicești - SC Bacău - FC Brașov - FC Corvinul Hunedoara - SC Jiul Petroșani - Politehnica Timișoara - FC Progresul Bucarest |

## Compétition

### Classement
Le classement est établi en utilisant le barème suivant :
- Victoire : 2 points
- Match nul : 1 point
- Défaite, forfait ou abandon : 0 point

| Rang | Équipe                      | Pts | J  | G  | N  | P  | Bp | Bc | Diff |
| ---- | --------------------------- | --- | -- | -- | -- | -- | -- | -- | ---- |
| 1    | Dinamo Bucarest (C)         | 47  | 34 | 20 | 7  | 7  | 62 | 31 | +31  |
| 2    | Universitatea Craiova (T)   | 45  | 34 | 20 | 5  | 9  | 67 | 28 | +39  |
| 3    | FC Corvinul Hunedoara       | 39  | 34 | 15 | 9  | 10 | 64 | 42 | +22  |
| 4    | FC Olt Scornicești          | 39  | 34 | 17 | 5  | 12 | 48 | 41 | +7   |
| 5    | Sportul Studențesc Bucarest | 38  | 34 | 12 | 14 | 8  | 36 | 36 | 0    |
| 6    | Steaua Bucarest             | 37  | 34 | 14 | 9  | 11 | 41 | 33 | +8   |
| 7    | SC Bacău                    | 33  | 34 | 11 | 11 | 12 | 40 | 47 | -7   |
| 8    | Chimia Râmnicu Vâlcea       | 33  | 34 | 12 | 9  | 13 | 37 | 48 | -11  |
| 9    | FCM Târgoviște (P)          | 33  | 34 | 12 | 9  | 13 | 30 | 43 | -13  |
| 10   | FC Argeș Pitești            | 32  | 34 | 11 | 10 | 13 | 36 | 34 | +2   |
| 11   | Politehnica Timișoara       | 32  | 34 | 12 | 8  | 14 | 40 | 41 | -1   |
| 12   | SC Jiul Petroșani           | 32  | 34 | 11 | 10 | 13 | 40 | 43 | -3   |
| 13   | FC Brașov                   | 32  | 34 | 14 | 6  | 15 | 31 | 40 | -9   |
| 14   | FC Constanța (P)            | 31  | 34 | 10 | 11 | 13 | 38 | 46 | -8   |
| 15   | ASA Târgu Mureș             | 30  | 34 | 13 | 4  | 17 | 45 | 47 | -2   |
| 16   | Universitatea Cluj          | 30  | 34 | 11 | 8  | 15 | 34 | 49 | -15  |
| 17   | UT Arad (P)                 | 29  | 34 | 10 | 9  | 15 | 33 | 40 | -7   |
| 18   | Progresul Bucarest          | 20  | 34 | 7  | 6  | 21 | 29 | 62 | -33  |

|  | Qualifié pour la Coupe des clubs champions 1982-1983 |
|  | Qualifié pour la Coupe des Coupes 1982-1983          |
|  | Qualifié pour la Coupe UEFA 1982-1983                |
|  | Relégation en Divizia B                              |

## Bilan de la saison
| Tableau d'Honneur                   |                 |
| Compétition                         | Vainqueur       |
| Championnat de Roumanie de football | Dinamo Bucarest |
| Coupe de Roumanie de football       | Dinamo Bucarest |

| Qualifications européennes          |                                             |
| Compétition                         | Qualifié                                    |
| Coupe des clubs champions 1982-1983 | Dinamo Bucarest                             |
| Coupe des Coupes 1982-1983          | FC Baia Mare (Divizia B)                    |
| Coupe UEFA 1982-1983                | Universitatea Craiova FC Corvinul Hunedoara |

| Promotions et relégations |                                                       |
| Promus en Divizia A       | Politehnica Iași FC Petrolul Ploiești FC Bihor Oradea |
| Relégués en Divizia B     | Universitatea Cluj UT Arad FC Progresul Bucarest      |